# ОШ „Дринка Павловић” Београд
ОШ „Дринка Павловић” једна је од основних школа у Београду. Налази се у улици Косовска 19, у општини Стари град. Зграду школе дели са Музичком школом „Др Војислав Вучковић”.

## Историјат
Основна школа „Дринка Павловић” је основана 1963. године, а смештена у центру Београда, иза Дома Народне скупштине Републике Србије, Радио Београда и других значајних институција. Током прве године рада школу је уписало 1210 ученика који су углавном дошли из околних школа, док је те школске године радило четрдесет и четири наставника. Број ученика је варирао, да би почетком двехиљадитих било око деветсто ученика. Названа је по Дринки Павловић, учитељици, учесници Народноослободилачке борбе и народном хероју Југославије. Њену бисту, која се налази у дворишту школе, је урадио вајар Милован Крстић 1969. године. Од 1970. школа је организована као целодневна од првог до осмог разреда, а данас се таква настава одржава само у првом и другом разреду. Током школске 2013—2014. године је уписано 118 првака.

## Химна
Химну је 1963. године, два дана по отварању школе, написала професорка музичког Нада Грујић која је упознала родитеље народне хероине Дринке Павловић који су јој били мотивација за то. У песми је опевала њену трагичну судбину, херојство и спремност за жртву и тако јој одала част. Текст песме је остао готово непромењен током деценија, осим стиха „партији својој дала је све” који сада гласи „народу своме дала је све”. Након химне, професорка је основала хор школе који је постигао значајне резултате у земљи. Са Ђорђем Марјановићем и Надом Кнежевић, уз потпис композитора Војкана Борисављевића, хор је снимио сингл плочу „Пева срце твоје” са којим су ђаци наступали и у емисији Образ уз образ.
Дринка, Дринка јуначе мој,
И данас памтим ја подвиг твој,
Дринка, Дринка поносу мој,

## Галерија
- ОШ „Дринка Павловић” Београд
- ОШ „Дринка Павловић” Београд
- Двориште школе
- Двориште школе
- Улаз у школу
- Табла са натписом школе
- Биста Дринки Павловић у дворишту школе
- ОШ „Дринка Павловић” Београд